# У
У, у (U) é uma letra do alfabeto cirílico, derivada direta da letra grega Y (Upsilon). Seu som é a da vogal não-palatizada /u/. Não deve ser confundida com a letra latina Y.